# بری نولز
بری نولز (انگلیسی: Barry Knowles؛ زادهٔ ۲۵ آوریل ۱۹۵۹) بازیکن فوتبال اهل بریتانیا است.
از باشگاه‌هایی که در آن بازی کرده‌است می‌توان به باشگاه فوتبال ساوتپورت، باشگاه فوتبال ویگان اتلتیک، باشگاه فوتبال بارو، و باشگاه فوتبال آلترینچام اشاره کرد.